# Philadelphia Union 2024
Questa voce raccoglie le informazioni riguardanti il Philadelphia Union nelle competizioni ufficiali della stagione 2024.

## Stagione
Quella del 2024 è la quattordicesima stagione in Major League Soccer del Philadelphia Union.

## Maglie e sponsor
Lo sponsor tecnico è Adidas e il main sponsor Grupo Bimbo.
| Casa | Trasferta |

## Organigramma societario

### Staff tecnico
Di seguito lo staff tecnico del Philadelphia Union aggiornato al 1º febbraio 2024.
- Ernst Tanner - Direttore sportivo
- Jim Curtin - Allenatore
- Dave McKay - Allenatore in seconda
- Ryan Richter - Allenatore in seconda
- Frank Leicht - Allenatore in seconda
- Phil Wheddon - Allenatore dei portieri

## Rosa

### Rosa 2024
| N. |                        | Ruolo | Calciatore       |
| -- | ---------------------- | ----- | ---------------- |
| 2  | Stati Uniti (bandiera) | D     | Matt Real        |
| 3  | Inghilterra (bandiera) | D     | Jack Elliott     |
| 5  | Norvegia (bandiera)    | D     | Jakob Glesnes    |
| 7  | Danimarca (bandiera)   | A     | Mikael Uhre      |
| 8  | Venezuela (bandiera)   | C     | José Martínez    |
| 9  | Argentina (bandiera)   | A     | Julián Carranza  |
| 9  | Stati Uniti (bandiera) | A     | Samuel Adeniran  |
| 10 | Ungheria (bandiera)    | C     | Dániel Gazdag    |
| 11 | Stati Uniti (bandiera) | C     | Alejandro Bedoya |
| 13 | Stati Uniti (bandiera) | P     | Holden Trent †   |
| 14 | Stati Uniti (bandiera) | C     | Jeremy Rafanello |
| 15 | Camerun (bandiera)     | D     | Olivier Mbaizo   |
| 16 | Stati Uniti (bandiera) | C     | Jack McGlynn     |
| 17 | Giamaica (bandiera)    | D     | Damion Lowe      |
| 18 | Giamaica (bandiera)    | P     | Andre Blake      |
| 20 | Venezuela (bandiera)   | C     | Jesús Bueno      |

| N. |                        | Ruolo | Calciatore          |
| -- | ---------------------- | ----- | ------------------- |
| 21 | Kenya (bandiera)       | C     | Richard Odada       |
| 21 | Haiti (bandiera)       | C     | Danley Jean Jacques |
| 25 | Stati Uniti (bandiera) | A     | Chris Donovan       |
| 26 | Stati Uniti (bandiera) | D     | Nathan Harriel      |
| 27 | Germania (bandiera)    | D     | Kai Wagner          |
| 28 | Israele (bandiera)     | A     | Tai Baribo          |
| 29 | Sudafrica (bandiera)   | D     | Makhanya Olwethu    |
| 31 | Stati Uniti (bandiera) | C     | Leon Flach          |
| 33 | Stati Uniti (bandiera) | C     | Quinn Sullivan      |
|    | Stati Uniti (bandiera) | P     | Oliver Semmle       |
|    | Stati Uniti (bandiera) | A     | Markus Anderson     |
|    | Bolivia (bandiera)     | D     | Jamir Berdecio      |
|    | Stati Uniti (bandiera) | C     | Nick Pariano        |
|    | Danimarca (bandiera)   | C     | Sanders Ngabo       |
|    | Stati Uniti (bandiera) | D     | Isaiah LeFlore      |

## Calciomercato

### Sessione invernale
| Acquisti | Acquisti        | Acquisti          | Acquisti   |
| R.       | Nome            | da                | Modalità   |
| -------- | --------------- | ----------------- | ---------- |
| P        | Oliver Semmle   | Louisville City   | definitivo |
| D        | Jamir Berdecio  | Oriente Petrolero | definitivo |
| D        | Isaiah LeFlore  | Houston Dynamo 2  | definitivo |
| C        | Nick Pariano    | Duke University   | definitivo |
| C        | Sanders Ngabo   | Lyngby            | definitivo |
| A        | Markus Anderson | Rayo Majadahonda  | definitivo |

| Cessioni | Cessioni       | Cessioni             | Cessioni   |
| R.       | Nome           | a                    | Modalità   |
| -------- | -------------- | -------------------- | ---------- |
| P        | Joseph Bendik  |                      | svincolato |
| D        | Anton Sorenson | Podbrezová           | svincolato |
| D        | Brandan Craig  | El Paso Locomotive   | prestito   |
| A        | Nelson Pierre  | Skövde AIK           | prestito   |
| A        | Andrés Perea   | New York City        | definitivo |
| A        | Joaquín Torres | Universidad Católica | prestito   |

### A stagione in corso
| Acquisti | Acquisti            | Acquisti         | Acquisti      |
| R.       | Nome                | da               | Modalità      |
| -------- | ------------------- | ---------------- | ------------- |
| C        | José Riasco         | Boston River     | fine prestito |
| C        | Danley Jean Jacques | Metz             | definitivo    |
| A        | Pierre Nelson       | Skövde AIK       | fine prestito |
| A        | Samuel Adeniran     | St. Louis City   | definitivo    |
| A        | Ryan Zellefrow      | Portland Timbers | definitivo    |

| Cessioni | Cessioni        | Cessioni    | Cessioni   |
| R.       | Nome            | a           | Modalità   |
| -------- | --------------- | ----------- | ---------- |
| D        | Damion Lowe     | Al-Okhdood  | definitivo |
| C        | Richard Odada   | Dundee Utd  | definitivo |
| C        | José Martínez   | Corinthians | definitivo |
| C        | Sanders Nagbo   | Horsens     | definitivo |
| A        | Julián Carranza | Feyenoord   | definitivo |